# 奥尔巴赫 (厄尔士山县)
奥尔巴赫（德語：Auerbach，發音：[ˈaʊɐbax] ⓘ）是德国萨克森州厄尔士山县的市镇，面积8.28平方千米，2023年12月31日人口为2,358人。